# The Lexicon of Love
| Críticas profissionais | Críticas profissionais |
| Avaliações da crítica  | Avaliações da crítica  |
| Fonte                  | Avaliação              |
| ---------------------- | ---------------------- |
| All Music Guide        | link                   |
| Rolling Stone          | link                   |
| Robert Christgau       | A- link                |
| Blender                | link                   |

The Lexicon of Love é o álbum de estreia da banda britânica de pop rock ABC, lançado em 1982.

## Faixas
Todas as faixas por ABC, exceto onde indicado.
Lado A
1. "Show Me" – 4:02
2. "Poison Arrow" – 3:24
3. "Many Happy Returns" – 3:56
4. "Tears Are Not Enough" – 3:31
5. "Valentine's Day" – 3:42

Lado B
1. "The Look of Love" (Part 1) – 3:26
2. "Date Stamp" – 3:51
3. "All of My Heart" – 5:12
4. "4 Ever 2 Gether" – 5:30  (ABC - Anne Dudley)
5. "The Look of Love" (Part 4) – 1:02